# Forma extraordinária do Rito Romano

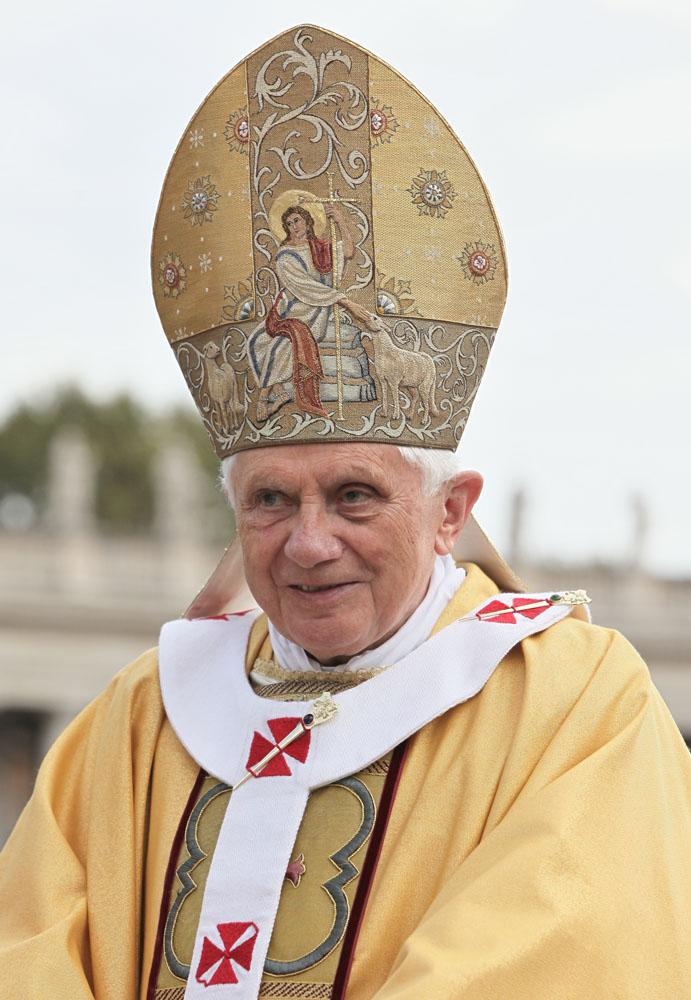
Papa Bento XVI

"Forma extraordinária do Rito Romano" é uma frase utilizada pelo papa Bento XVI em seu motu proprio, Summorum Pontificum, para descrever a liturgia do Missal Romano publicado pelo papa João XXIII em 1962, a última edição da Missa Tridentina.
Ele empregou a frase correspondente, "forma ordinária do Rito Romano", para falar do "Missal publicado por Paulo VI, e em duas sucessivas edições por João Paulo II" (quer dizer a Missa do Vaticano II), que, segundo ele, "obviamente é e continua a ser a forma normal — a forma ordinária — da liturgia eucarística".

## Utilização da frase por Bento XVI
No primeiro artigo de seu motu proprio, o papa Bento XVI designou a forma de 1962 como uma "forma extraordinária da Liturgia da Igreja" e como "uma expressão extraordinária da mesma lex orandi da Igreja" e, em sua carta anexa aos bispos, ele afirmou que o missal de 1962 "poderá agora ser utilizado como uma forma extraordinária da celebração litúrgica".
Há um contraste entre a descrição da forma de 1962 como uma forma ou expressão extraordinária (entre várias possíveis) e a declaração que a forma da Missa do Vaticano II é a [única] expressão ordinária, a [única] forma normal da Liturgia Eucarística.

## Revocação domotu propriode Bento XVI
O motu proprio Summorum Pontificum de 2007 foi revogado em 2021 pelo motu proprio Traditionis custodes de Papa Francisco, que declarou que atualmente existe apenas uma forma do rito romano, a forma que lhe foi dada pelos papas desde o Concílio Vaticano II.
En este documento o Papa Francisco declarou:
Artigo 1. Os livros litúrgicos promulgados pelos santos Pontífices Paulo VI e João Paulo II, em conformidade com os decretos do Concílio Vaticano II, são a única expressão da lex orandi do Rito Romano.
No mesmo documento Papa Francisco revogou também a permissão geral dada por Bento XVI de utilizar na liturgia romana o que ele chamou sua "forma extraordinária". Decretou:
Artigo 2. Ao bispo diocesano, enquanto moderador, promotor e guardião de toda a vida litúrgica na Igreja particular a si confiada, compete regular as celebrações litúrgicas na sua diocese. Portanto, é de sua exclusiva competência autorizar o uso do Missale Romanum de 1962 na diocese, seguindo as orientações da Sé Apostólica.